# 아카이브숲땃쥐
아카이브숲땃쥐 또는 두두아카이브숲땃쥐(Sylvisorex akaibei)는 땃쥐과에 속하는 포유류의 일종이다. 학명은 콩고 분지에서의 작은 포유류 연구에 기여한 아카이브 두두((Akaibe M. Dudu) 박사의 이름에서 유래했다.

## 특징
몸은 균일한 짙은 색을 띠며, 짧은 꼬리(꼬리 길이는 전체 몸길이의 47% -54% 정도이다.)를 갖고 있다. 몸쪽의 꼬리 부분은 굵고, 털은 많지 않다.

## 분포
콩고민주공화국의 토착종으로 콩고 강의 세 곳에서 발견되었다.